# Збірна Терксу і Кайкосу з футболу
Збі́рна Те́рксу і Ка́йкосу з футбо́лу — національна футбольна команда, що представляє острови Теркс і Кайкос. Збірна управляється Футбольною асоціацією островів Теркс і Кайкос.
Станом на 3 квітня 2025 посідає 206-e місце у рейтингу футбольних збірних світу.

## Історія
Футбольна асоціація Терксу і Кайкосу була сформована в 1996 році, у 1999 році вона приєдналась до ФІФА. Вперше збірна Терксу і Кайкосу дебютувала в офіційному змаганні під егідою ФІФА в березні 2000 року, у рамках відбіркового матчу до чемпіонату світу 2002 року. За підсумками двораундового протистояння збірна Терксу і Кайкосу зазнала поразки від збірної Сент-Кітсу і Невісу із загальним рахунком 14:0. У кваліфікаційному раунді чемпіонату світу 2006 року збірна Терксу і Кайкосу програла збірній Гаїті і вилетіла з розіграшу путівок.
Першу перемогу команда здобула 4 вересня 2006 року, обігравши збірну Кайманових Островів з рахунком 2:0.
У 2007 році асоціація футболу Терксу і Кайкосу завершила будівництво їх першого стадіону, він отримав назву «Національний стадіон Терксу і Кайкосу». До цієї події всі свої домашні матчі команда проводила на нейтральному полі.

## Чемпіонати світу
- 1930 – 1998 — не брала участі
- 2002 – 2022 — не пройшла кваліфікацію

## Золотий кубок КОНКАКАФ
- 1991 – 1998 — не брала участі
- 2000 — не пройшла кваліфікацію
- 2002 – 2003 — не брала участі
- 2005 — відмовилася від участі
- 2007 — не пройшла кваліфікацію
- 2009 – 2013 — не брала участі
- 2015 – 2025 — не пройшла кваліфікацію